# Georg Granberg
John Georg Andreas Granberg, född 18 april 1899 i Stöde, död 16 maj 1968, var en präst i Svenska kyrkan och författare, allmänt känd som 'fjällprästen'.

## Biografi
Granberg avlade studentexamen 1918 i Sundsvall. Vid Uppsala universitet blev han teologie kandidat 1927, och prästvigdes i Härnösands stift 1928. Samtidigt med studierna var han 1920-1926 ungdomsledare i Uppsala domkyrkoförsamling. Första anställningen blev som präst och förste lärare vid åkerbrukskolonin Hall, en förbättringsanstalt för pojkar nära Södertälje. Hösten 1930 blev han komminister på Alnön i Medelpad, men i juni 1934 bytte han som kyrkoherde kusten mot fjällen i Härjedalen vid norska gränsen. Hans pastorat omfattade tre kyrkor, Tännäs, Ljusnedal och Funäsdalen, och 2 000 invånare spridda över 25 kvadratmil. Här verkade han i 33 år fram till pensionen.
Under den mellersta tredjedelen av 1900-talet, när välståndet i Sverige ökade och allt fler fick möjlighet att resa, förmedlade diktaren Granberg en bild av skönheten i Härjedalens fjällvärld som lockade nya skaror av turister och besökare till landskapet.
Granberg var landstingsman sedan 1958. Sedan 1948 var han ordförande i Funäsdalens krets av Röda korset.
Fadern Erik August Granberg var folkskollärare, klockare och organist. Georg Granberg hade sex syskon. Han gifte sig 1927 med Elsa Frykholm, som födde sex barn, Christina född 1932, Staffan född 1935, Jörn född 1938, Herje född 1939, Sara född 1941 och Anders född 1943. Efter skilsmässa 1956 gifte Georg Granberg 1959 om sig med det betydligt yngre kontorsbiträdet och baptisten Rut Mannerblad från Örebro.